# Kytarové sólo
Kytarové sólo je v populární hudbě melodická pasáž, sekce nebo celá část hudby psaná pro elektrickou nebo akustickou kytaru. Kytarová sóla, která obsahují různé míry improvizace, se používají v mnoha žánrech populární hudby jako blues, rock, metal a v jazzových stylech jako swing a jazz fusion.